# Arktická katedrála
Arktická katedrála (norsky: Ishavskatedralen) je vžitý název pro kostel ve městě Tromsø, v kraji Troms v severní části Norska, postavený v roce 1965. Ve skutečnosti se nejedná o katedrálu, jak je stavba pro svoji monumentálnost nazývána, ale o farní kostel luterské církve. Kostel je součástí tromsøysundské farnosti arciděkanství v Tromsø v Nord-Hålogalandské diecézi.

## Historie stavby
Kostel navrhl norský architekt Jan Inge Hovig a je postaven převážně z betonu. Betonové panely jsou opatřeny hliníkovým pláštěm. Hlavním dodavatelem stavby byl Ing. F. Selmer A/S Tromsø. Stavba kostela započala 1. dubna 1964 a byla dokončena v roce 1965. Nový kostel byl vysvěcen dne 19. listopadu 1965 biskupem Monradem Nordervalem. Původní varhany, umístěné v kostele v roce 1965, nahradily v roce 2005 nové varhany se třemi manuály a 2940 píšťalami. Kromě církevních obřadů je tento nástroj využíván při varhanních koncertech, které se v kostele pořádají.

## Architektura
Vnější stavbu tvoří dvě odstupňované, trojúhelníkové, vzájemně splývající betonové konstrukce, potažené hliníkovými lamelami. Jedenáct vrcholů kostela představuje jedenáct apoštolů po Jidášově zradě.
 Jejich ramena sahají až k zemi a tvoří severní a jižní stěnu kostela. Západní portál katedrály se zabudovaným mohutným bílým křížem je vysoký 35 m. Pro svůj netypický vzhled a světlou barvu je Arktická katedrála přirovnávána k Opeře v Sydney.

### Interiér
Kostel je určen pro 720 členů. V oltářní části se nachází okno z barevného skla, vytvořené norským umělcem Victorem Sparrem v roce 1972. Obrázek zachycuje Boží ruku, z níž vycházejí tři paprsky světla na postavu Ježíše Krista a dvou vedle stojících lidí. Stejně jako v architektuře kostela, se i zde používá křesťanská symbolika čísla „tři“.

## Galerie

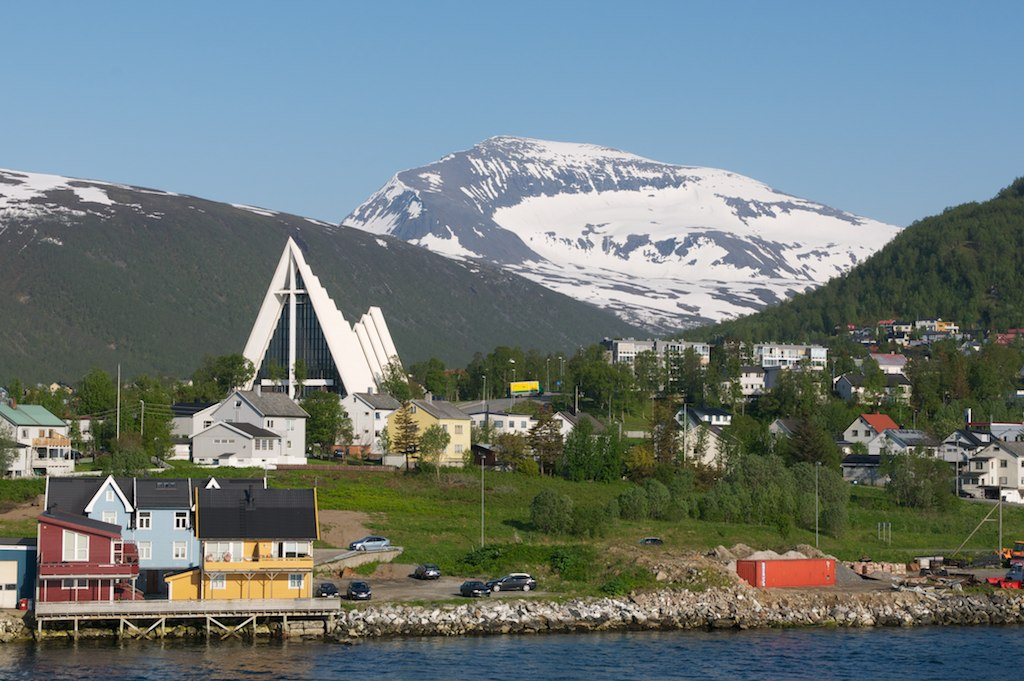
Pohled na kostel s horou Tromsdalstinden v pozadí
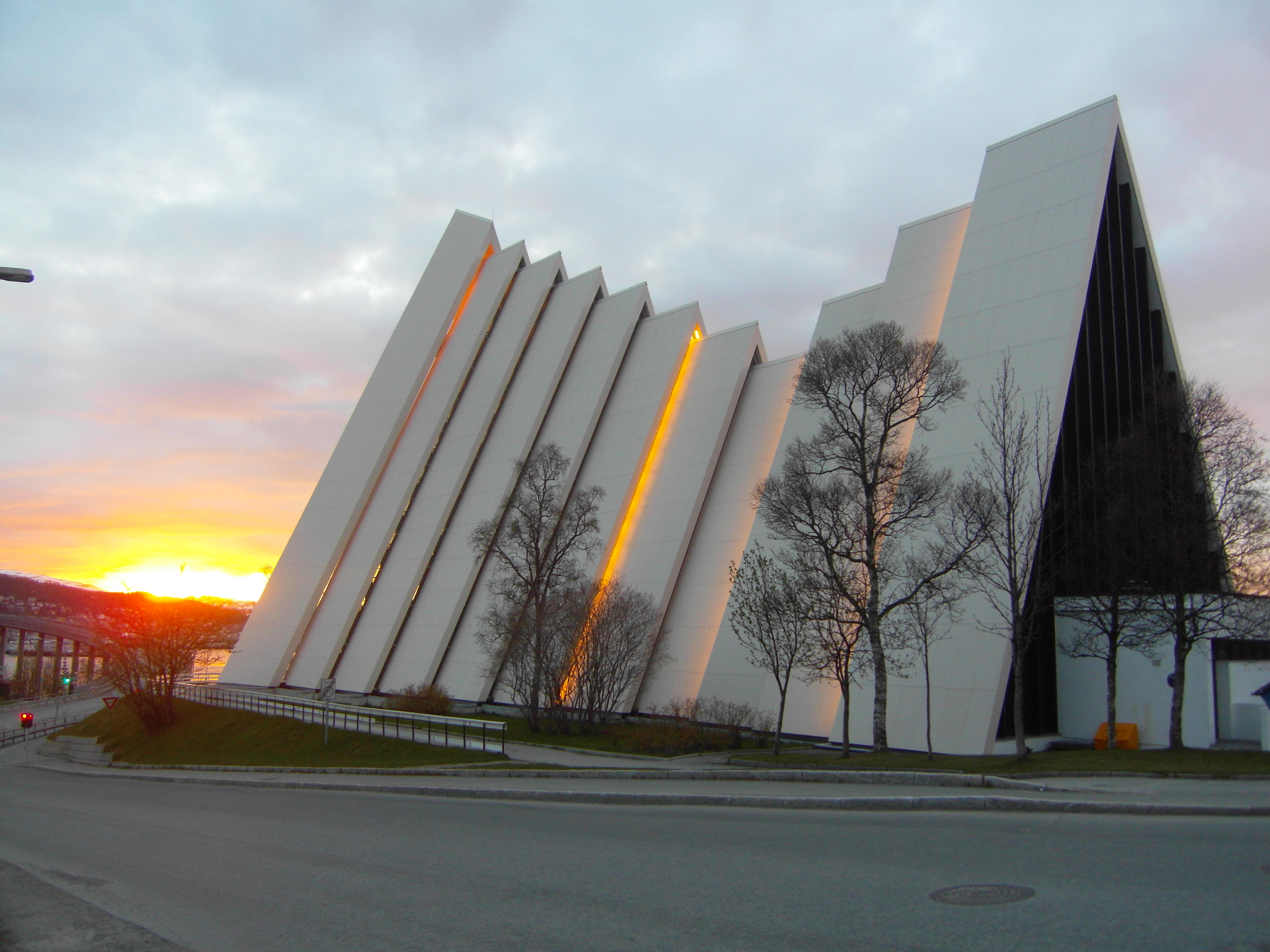
Arktická katedrála při západu slunce
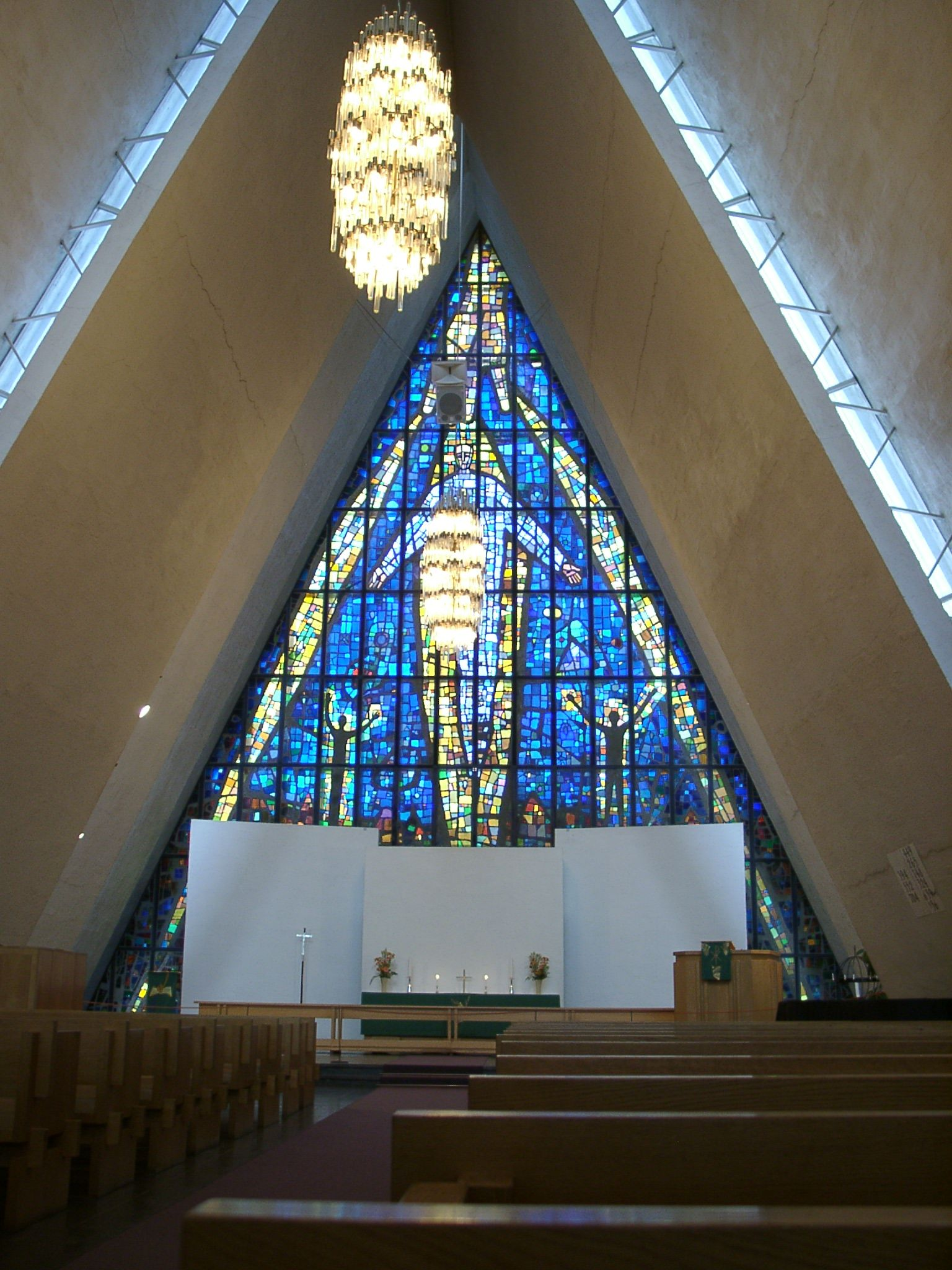
Skleněná mozaika v interiéru